# نیم‌قطر بزرگ و نیم‌قطر کوچک

نیم‌قطر بزرگ (a) و نیم‌قطر کوچک (b) در یک بیضی

نیم‌قطر بزرگ و نیم‌قطر کوچک اصطلاحی در هندسه، با کاربرد گسترده در اخترشناسی در ارتباط با محاسبات مداری سیاره‌ها و دیگر اجرام آسمانی است. محور اصلیِ یک بیضی طولانی‌ترین قطر آن است؛ پاره‌خطی که از مرکز و هر دو کانون می‌گذرد و انتهای آن در دو نقطهٔ برخورد با محیط است. نیم‌قطر اصلی (نیمه محور اصلی) طولانی‌ترین نیم‌قطر یا نیمی از محور اصلی است و بنابراین از مرکز، از طریق یک کانون و به محیط می‌رسد. نیم‌قطر کوچک (نیمه محور فرعی) بیضی یا هذلولی، پاره‌خطی است که بر نیم‌قطر بزرگ (اصلی) عمود است و یک انتهای آن در مرکز مقطع مخروطی است. برای حالت خاص یک دایره، طول نیم‌محورها هر دو برابر با شعاع دایره است.
طول نیم‌قطر بزرگ a یک بیضی به طول نیم‌قطر کوچک b از طریق خروج از مرکز e و نیمه لاتوس رکتوم {\displaystyle \ell}\ell مربوط می‌شود، به شرح زیر: